# 潘文華公館
山洞潘文華官邸位於重慶市沙坪壩區山洞街道平正村社區75號，文物遺址年代為1938年-1946年，2009年12月15日列為第二批重慶市文物保護單位。